# Ати-су-Лан
Ати́-су-Лан (фр. Athies-sous-Laon) — коммуна во Франции, находится в регионе Пикардия. Департамент коммуны — Эна. Входит в состав кантона Лан-2. Округ коммуны — Лан.
Код INSEE коммуны — 02028.

## Население
Население коммуны на 2010 год составляло 2515 человек.
| 1962 | 1968 | 1975 | 1982 | 1990 | 1999 | 2010 |
| ---- | ---- | ---- | ---- | ---- | ---- | ---- |
| 1255 | 1603 | 1894 | 2081 | 2128 | 2132 | 2515 |

## Экономика
В 2010 году среди 1626 человек трудоспособного возраста (15—64 лет) 1204 были экономически активными, 422 — неактивными (показатель активности — 74,0 %, в 1999 году было 69,5 %). Из 1204 активных жителей работали 1085 человек (562 мужчины и 523 женщины), безработных было 119 (70 мужчин и 49 женщин). Среди 422 неактивных 136 человек были учениками или студентами, 166 — пенсионерами, 120 были неактивными по другим причинам.